# چهارطاقی کرسیا ۱
چهار طاقی کرسیا ۱ مربوط به دوران‌های تاریخی پس از اسلام است و در شهرستان داراب، روستای کرسیا واقع شده و این اثر در تاریخ ۲۵ اسفند ۱۳۷۹ با شمارهٔ ثبت ۳۳۹۰ به‌عنوان یکی از آثار ملی ایران به ثبت رسیده است.